# Mary Elizabeth Barkworth
Mary Elizabeth Barkworth (1941  es una botánica agrostóloga estadounidense. Ha desarrollado actividades académicas en la Universidad Estatal de Utah.
Desarrolló su tesis doctoral de Ph.D. en la Washington State University, defendiendo una tesis sobre Brodiaea douglasii S.Watson 1879.

## Algunas publicaciones
- 1975.  Intraspecific variation in Brodiaea douglasii watson, liliaceae. xiii + 138 pp.
- 1979.  Proposals to conserve or reject. International Bureau for Plant Taxonomy & nomenclature
- 1981.  Foliar epidermes and taxonomy of North American Stipeae (Gramineae). Ed. Am. Soc. of Plant Taxonomists
- 1982.  Bur buttercup: A weedy immigrant. Ed. Utah Agricultural Experiment Station
- 1982.  Embryological characters and the taxonomy of the Stipeae (Gramineae). Ed. International Bureau for Plant Taxonomy and nomenclature
- 1982.  The identity of Stipa columbiana and S. viridula ver. minor Vasey (Gramineae, Stipeae): A rebuttal. Ed. International Bureau for Plant Taxonomy & nomenclature
- 1983.  New generic concepts in the Triticeae of the the Intermountain Region: Key and comments. Ed. Brigham Young Univ.
- 1984.  Stipa lemmonii (Vasey) Scribner (Poaceae): A taxonomic and distributional study. Ed. California Botanical Society
- 1985.  Genomically based genera in the perennial Triticeae of North America: Identification and membership. Ed. Botanical Soc. of Am.
- 1985.  Piptochaetium Presl (Gramineae, Stipeae) in North and Mesoamerica: Taxonomic and distributional observations
- 1988.  New taxa in Piptochaetium (Stipeae, Gramineae) from Mexico. Ed. Am. Soc. of Plant Taxonomists
- 1997.  Elymus calderi: A new species in the Triticeae (Poaceae). Ed. Am. Soc. of Plant Taxonomists

### Libros
- Barkworth, ME; LK Anderton, KM Capels, S Long, MB. Piep (eds.) 2003.  Flora of North America: North of Mexico Volume 25: Magnoliophyta: Commelinidae (in part): Poaceae, part 2. Ed. Oxford University Press. 814 pp. ISBN 0-19-516748-1

- Barkworth, ME; LK Anderton, KM Capels, S Long, MB. Piep (eds.) 2007.  Manual of Grasses for North America. Utah State University Press; 1ª ed. 640 pp. ISBN 0-87421-686-9

- La abreviatura «Barkworth» se emplea para indicar a Mary Elizabeth Barkworth como autoridad en la descripción y clasificación científica de los vegetales.[3]